# Komet NEAT 24
Komet NEAT 24 ali 212P/NEAT je periodični komet z obhodno dobo okoli 7,8 let. Komet pripada Jupitrovi družini kometov .

## Odkritje
Komet so odkrili 25. februarja 2001 v okviru programa NEAT (Near Earth Asteroid Tracking).